# Ljubomir Vranjes
Ljubomir Vranješ (Göteborg, 3 ottobre 1973) è un dirigente sportivo, ex pallamanista e allenatore di pallamano svedese, direttore sportivo del Flensburg-Handewitt.
Con la nazionale svedese ha vinto un argento olimpico a Sydney 2000, un oro e due argenti mondiali e tre ori europei.